# Цоженка
Цоженка — река в России, протекает по Торопецкому району Тверской области. Направление течения — на запад. Устье реки находится в 1,5 км к востоку от деревни Билово Плоскошского сельского поселения в 45 км от устья по левому берегу реки Малый Тудер. Длина реки составляет 11 км.
Система водного объекта: Малый Тудер → Кунья → Ловать → Волхов → Нева → Балтийское море.

## Данные водного реестра
По данным государственного водного реестра России относится к Балтийскому бассейновому округу, водохозяйственный участок реки — Ловать и Пола, речной подбассейн реки — Волхов. Относится к речному бассейну реки Нева (включая бассейны рек Онежского и Ладожского озера).
Код объекта в государственном водном реестре — 01040200312102000023520.